# MILF
MILF je kratica za mother/mom I'd like to fuck (u prijevodu: Majka koju bih rado jebao).
Označava seksualno privlačnu stariju ženu uglavnom između 30 i 50 godina. Izraz je popularizirao film Američka pita iz 1999., iako je korišten i ranije na internetu.